# Rhynchocyon
Rhynchocyon es un género de mamíferos afroterios del orden Macroscelidea, a veces llamados rincociones. Son propios del África subsahariana.

## Especies
Se reconocen las siguientes:
- Rhynchocyon chrysopygus Günther, 1881
- Rhynchocyon cirnei Peters, 1847
- Rhynchocyon stuhlmanni Matschie, 1893[2]
- Rhynchocyon petersi Bocage, 1880
- Rhynchocyon udzungwensis Rathbun & Rovero, 2008[3]

## Cladograma
Podría ser como sigue:

|  | Rhynchocyon stuhlmanni |
|  |                        |
|  | Rhynchocyon cirnei     |
|  |                        |

|  | Rhynchocyon udzungwensis |
|  |                          |
|  | Rhynchocyon petersi      |
|  |                          |

|  | Rhynchocyon stuhlmanni |
|  |                        |
|  | Rhynchocyon cirnei     |
|  |                        |

|  | Rhynchocyon udzungwensis |
|  |                          |
|  | Rhynchocyon petersi      |
|  |                          |

|  | Rhynchocyon stuhlmanni |
|  |                        |
|  | Rhynchocyon cirnei     |
|  |                        |

|  | Rhynchocyon udzungwensis |
|  |                          |
|  | Rhynchocyon petersi      |
|  |                          |

|  | Rhynchocyon stuhlmanni |
|  |                        |
|  | Rhynchocyon cirnei     |
|  |                        |

|  | Rhynchocyon udzungwensis |
|  |                          |
|  | Rhynchocyon petersi      |
|  |                          |